# Дигях (Губинский район)
Дигях (азерб. Digah, лезг. Дигагь) — лезгинское село в Губинском районе Азербайджана.

## История
Южную часть села Дигах занимает средневековое поселение с одноимённым названием, открытое археологами в 1980 году. Само её название (на древнеперсидском языке ди — село, гях — обжитое место; отсюда дигях — место села, то есть поселение) свидетельствует о наличии здесь, в древности, поселения. Эта местность, как предполагают археологи, носило название Дигях до появление нынешней деревни (приблизительно середина XIX века) и потому новое селение получило такое же название.

## География
Селение Дигях расположено к северу от города Губа.

## Население
По официальным данным 2009 года, население Дигяха составляло 1725 человек.